# Caspar Augustin Geiger

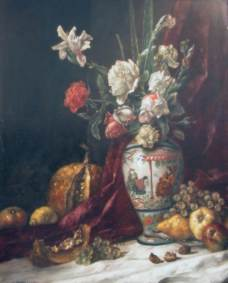
Stillleben mit Vase (1919)

Caspar Augustin Geiger (* 27. August 1847 in Lauingen (Donau); † 12. November 1924 in München) war ein deutscher Genre-, Historien- und Stilllebenmaler.

## Leben
Geiger studierte seit 30. Dezember 1866 Malerei an der Königlichen Akademie der Bildenden Künste in München unter anderem bei Wilhelm von Diez. Nach einem längeren Aufenthalt in Venedig lebte er bis 1890 in München. Hier entstanden unter anderem vier Kuppelbilder für den Glaspalast. Danach übersiedelte er nach Kaiserslautern, wo er als Lehrer für dekorative Malerei an der Königlichen Kreis-Baugewerkschule wirkte.
Sein jüngerer Bruder Nikolaus war ebenfalls ein bekannter Maler und Bildhauer.

## Werke (Auswahl)
- Stillleben mit Vase, 1919